# Ikimono no kiroku
Ikimono no kiroku (生きものの記録, Visc amb por) és una pel·lícula japonesa de 1955 dirigida per Akira Kurosawa. Va ser escrita pel mateix director juntament amb Shinobu Hashimoto, Fumio Hayasaka i Hideo Oguni. Es tracta d'una obra amb una ambientació contemporània i rodada en blanc i negre; dura 103 minuts. Va ser protagonitzada per Toshirō Mifune i Takashi Shimura, els seus dos actors habituals. La pel·lícula va participar en el Festival de Cinema de Cannes de 1956.

## Argument
El vell Kiichi Nakajima (Toshiro Mifune, caracteritzat), amo d'una foneria, està obsessionat en el perill nuclear i decideix marxar a viure al Brasil amb tota la seva família (incloent les seves amants i els fills bastards). El conflicte neix de l'oposició fèrria de la família a deixar Japó i invertir els diners familiars en el qual ells jutgen una aventura absurda, per a això tracten que un jurat el declari incapacitat. El porten davant un tribunal de tres homes, en el qual hi ha el doctor Harada (Takashi Shimura), un assessor de la cort domèstica. Harada, voluntari civil en aquest cas, simpatitza amb la condemna de Nakajima. Assenyala que el temor a les armes atòmiques i nuclears està present en tots els ciutadans del Japó i es pregunta si és incorrecte descartar a algú incompetent simplement per estar més preocupat que el ciutadà normal. Finalment, el comportament irracional del vell impedeix que la cort prengui seriosament les seves pors i es troba incompetent. La pel·lícula acaba amb el metge reflexionant si pot ser més boig per ignorar l'amenaça nuclear que prendre-ho massa seriosament.

## Repartiment
- Kiichi Nakajima -- Toshirō Mifune
- Dr. Harada -- Takashi Shimura
- Jiro Nakajima—Minoru Chiaki
- Toyo Nakajima—Eiko Miyoshi
- Sue Nakajima—Kyoko Aoyama
- Yoki Nakajima—Haruko Togo
- Kimie Nakajima—Noriko Sengoku

## Col·laboració amb Hayasaka
Aquesta va ser l'última pel·lícula en la qual el compositor Fumio Hayasaka va treballar abans de morir de tuberculosi el 1955. Havia estat un amic íntim de Kurosawa des de 1948 i havia col·laborat amb ell en diverses pel·lícules. Hayasaka va tenir, durant l'última dècada de la seva vida, una estreta relació amb Kurosawa. La pel·lícula Yoidore Tenshi de 1948 (L'àngel ebri) va ser la seva primera pel·lícula que van fer junts i, més tard, van col·laborar a Rashōmon. El director i el compositor van provar la "manipulació en oposició de la música i la realització" i, en la seva autobiografia, Kurosawa diria que treballar amb Hayasaka va canviar les seves opinions sobre com s'hauria d'utilitzar la música cinematogràfica; des de llavors, considerava la música com a "contrapunt" a la imatge i no només com a "acompanyament".